# Hypsugo lanzai
Hypsugo lanzai és una espècie de ratpenat de la família dels vespertiliònids. És endèmic de l'illa de Socotra (Iemen).

## Descripció

### Dimensions
És un ratpenat de petites dimensions, amb la llargada de l'avantbraç entre 31,1 i 32,7 mm.

### Aspecte
El pelatge és llarg. Les parts dorsals són marrons amb reflexos de color rovell, mentre que les parts ventrals són lleugerament més clares. Les membranes alars són marró-grisenques, mentre que la superfície ventral de l'uropatagi és lleugerament més clara. Les orelles i el musell són marró-grisencs. La llarga cua s'estén aproximadament 1,5-3 mm més enllà de l'ample uropatagi.

## Biologia

### Alimentació
S'alimenta d'insectes.

## Distribució i hàbitat
Aquesta espècie és endèmica de l'illa de Socotra, al Iemen.

## Estat de conservació
Com que fou descoberta fa poc, l'estat de conservació d'aquesta espècie encara no ha estat avaluat formalment.